# Shichigahama
Shichigahama (七ヶ浜町?) è una cittadina giapponese della prefettura di Miyagi.